# Hans Heyerdahl
Hans Olaf Halvor Heyerdahl (født 8. juli 1857, Smedjebacken, Sverige, død 10. oktober 1913, Oslo) var en norsk maler.
Heyerdahl studerede fra 1874 i München. Han boede i Paris fra 1878 til 1882 og debuterede på Salonen i Paris i 1879 med et portræt af den norske komponist Johan Svendsen. Under opholdet i Paris blev han inspireret af Léon Bonnat til at arbejde med friluftsmaleri. Hans maleri Det døende barn vandt i 1881 "Grand Prix du Florence" på Salonen, hvilket gjorde ham i stand til at tage et to-årigt studieophold i Italien.
Han vendte herefter tilbage til Norge, hvor han delvist ernærede sig som underviser i maleri og var blandt andet en tidlig inspirationskilde for Edvard Munch. Efter 1900 opholdt han sig seks år i Paris, hvor hans malerier fik en mere melankolsk drejning.
|  |
|  |

## Værker
- Landevejen, Åsgårdstrand 1890
- Maria Magdalena (1882)
- Idyll (1906)
- Piken med linhåret (ca.1890)
- Pige med ribs, ca. 1890
- Ved vinduet (1881)

## Eksterne links
- Wikimedia Commons har flere filer relateret til Hans Heyerdahl
- ArtNet: More works by Heyerdahl
- Hans Heyerdahl website by Leif Osvold: Biografi og oversigt over hans værker
- Hans Heyerdahl af Åsmund Thorkildsen - Drammens Museum